# Cephalotes maya
Cephalotes maya är en myrart som beskrevs av De Andrade 1999. Cephalotes maya ingår i släktet Cephalotes och familjen myror. Inga underarter finns listade.